# Рабство в ОАЭ
Рабство существовало в Договорном Омане (1892–1971), на территории которого позже образовались Объединенные Арабские Эмираты. В состав входили шейхства Дубай, Абу-Даби, Шарджа, Аджман, Умм-эль-Кувейн, Фуджейра и Рас-эль-Хайма. 
Регион в основном снабжался порабощенными людьми в результате работорговли в Индийском океане, но также рабов переправляли из Хиджаза, Омана и Персии. Рабы использовались в индустрии добычи жемчуга, а затем и в нефтяной промышленности, а также в качестве сексуальных рабов и домашней прислуги. Многие представители афро-арабского меньшинства являются потомками бывших рабов.
Год, когда Договорной Оман официально отменил рабство, неизвестен. Некоторые говорят, что рабство было официально объявлено вне закона в 1963 году, когда правители Договора подписали соглашение об отмене рабства. Другие говорят, что это было в 1971 году, когда государства Договора присоединились к ООН как Объединенные Арабские Эмираты и приняли конвенции ООН против рабства. Однако законодательство о рабстве оставалось неясным, поскольку указ 1963 года фактически так и не был издан, а закон ООН 1971 года не был обязательным.
На смену рабству людей из Африки и Восточной Азии пришла современная система Кафалы, состоящая из бедных рабочих из тех же регионов, откуда ранее импортировались рабы.